# 格鲁比卡氏菌属
格鲁比卡氏菌属为气球菌科的一属细菌。该属的模式种为血格鲁比卡氏菌（Globicatella sanguinis）。

## 下属物种
本属包括以下物种：
- 血格鲁比卡氏菌 Globicatella sanguinis Collins et al. 1995，也拼作：Globicatella sanguis
- Globicatella sulfidifaciens Vandamme et al. 2001[1]